# Lijn R (metro van New York)
De R Broadway Local of ook wel lijn R is een metrolijn die onderdeel is van de metro van New York. Op plattegronden, stationsborden en richtingfilms staat de lijn aangegeven in de kleur geel  omdat de lijn een dienst is op de Broadway Line door Manhattan.
Normaal gesproken rijdt de R als local (stoptrein) van 71st Avenue in Forest Hills, naar 95th Street in Bay Ridge; 's nachts rijdt de R als pendel in Brooklyn van 36th Street naar 95th Street. De R is een van twee lijnen met twee of meer stations met dezelfde naam (de andere lijn is de ); De R stopt op twee stations op 36th Street (een in Queens op de Queens Boulevard Line en een in Brooklyn op de Fourth Avenue Line). 
 ·  ·  ·  ·  ·  ·  ·  ·  · 
Van noord naar zuid:
Forest Hills-71st Avenue · 
67th Avenue · 
63rd Drive-Rego Park · 
Woodhaven Boulevard · 
Grand Avenue-Newtown · 
Elmhurst Avenue · 
Jackson Heights-Roosevelt Avenue · 
65th Street · 
Northern Boulevard · 
46th Street · 
Steinway Street · 
36th Street · 
Queens Plaza · 
Lexington Avenue/59th Street · 
5th Avenue · 
57th Street · 
49th Street · 
Times Square-42nd Street · 
34th Street-Herald Square · 
28th Street · 
23rd Street · 
14th Street-Union Square · 
Eighth Street-New York University · 
Prince Street · 
Canal Street · 
City Hall · 
Cortlandt Street · 
Rector Street · 
Whitehall Street-South Ferry · 
Court Street-Borough Hall · 
Jay Street-MetroTech · 
DeKalb Avenue · 
Atlantic Avenue - Pacific Street · 
Union Street · 
Ninth Street · 
Prospect Avenue · 
25th Street · 
36th Street · 
45th Street · 
53rd Street · 
59th Street · 
Bay Ridge Avenue · 
77th Street · 
86th Street · 
Bay Ridge-95th Street